# Зульцфельд (им-Грабфельд)
Зульцфельд (нем. Sulzfeld) — община в Германии, в земле Бавария.
Подчиняется административному округу Нижняя Франкония. Входит в состав района Рён-Грабфельд. Подчиняется управлению Бад-Кёнигсхофен-им-Грабфельд. Население составляет 1768 человек (на 31 декабря 2010 года). Занимает площадь 22,52 км².

## Население
По оценке на 31 декабря 2015 года население общины Зульцфельд составляет 1661 чел. 

| Дата      | 1840 | 1871 | 1900 | 1925 | 1939 | 1950 | 1961 | 1970 | 1987 | 2011 |
| --------- | ---- | ---- | ---- | ---- | ---- | ---- | ---- | ---- | ---- | ---- |
| Население | 981  | 1093 | 1068 | 1092 | 1175 | 1543 | 1456 | 1563 | 1607 | 1746 |

| Год       | 1960 | 1970 | 1980 | 1990 | 2000 | 2009 | 2010 | 2011 | 2012 | 2013 | 2014 | 2015 |
| --------- | ---- | ---- | ---- | ---- | ---- | ---- | ---- | ---- | ---- | ---- | ---- | ---- |
| Население | 1417 | 1574 | 1582 | 1702 | 1791 | 1756 | 1768 | 1723 | 1694 | 1687 | 1662 | 1661 |

## Достопримечательности
- Замок Клайнбардорф